# Rue Falconet
Pour l’article homonyme, voir Rue Falconet (Nantes).
La rue Falconet est une voie du 18e arrondissement de Paris, en France.

## Situation et accès
La rue Falconet est une voie publique située dans le 18e arrondissement de Paris. Elle débute au 6 bis, rue du Chevalier-de-la-Barre et se termine au 3 bis, passage Cottin.

## Origine du nom

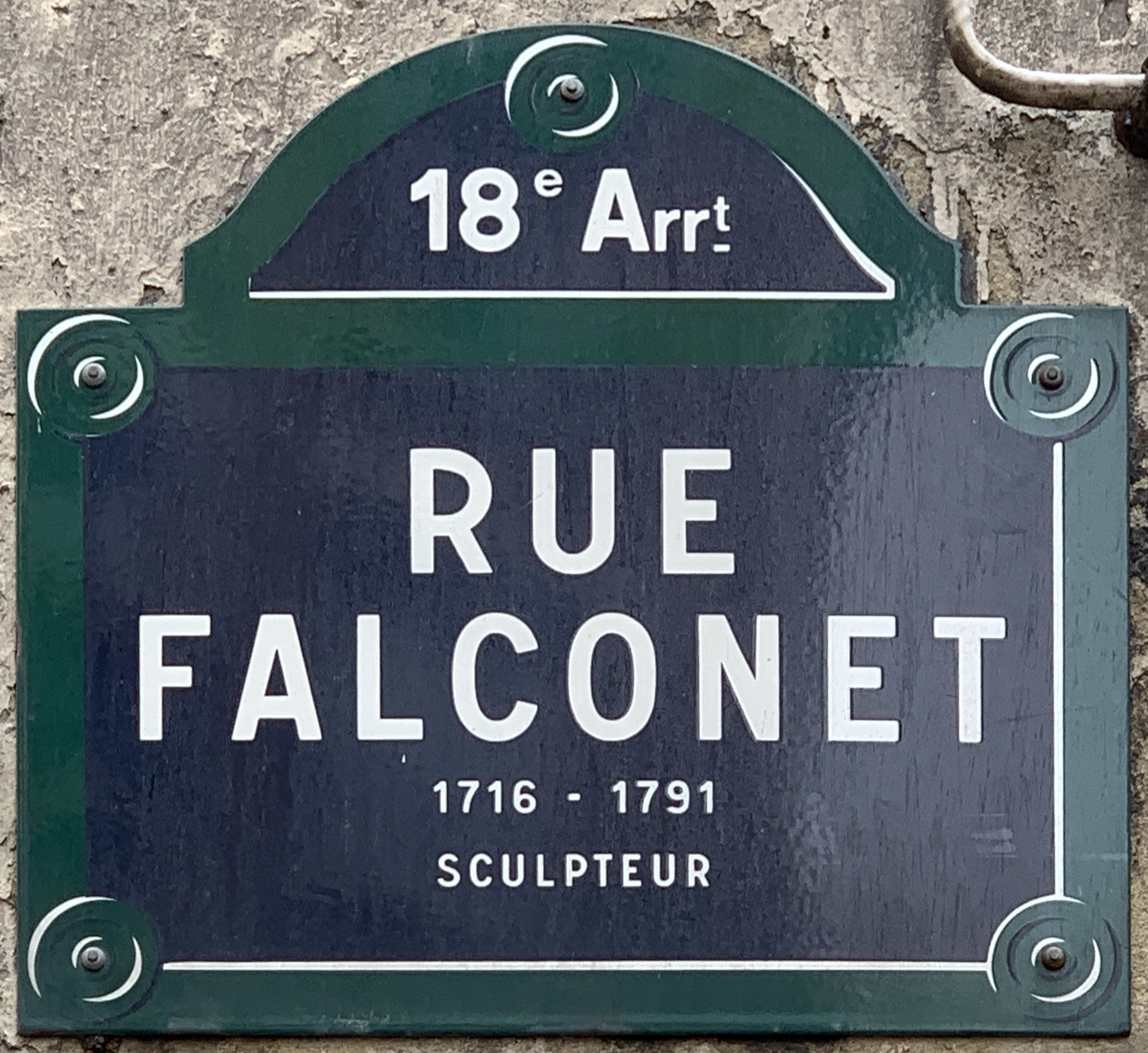
Plaque de la rue.

Elle doit son nom au sculpteur français Étienne Maurice Falconet (1716-1791).

## Historique
Cette voie est ouverte par la Ville de Paris en 1932 sous le nom de « rue Pierre-Foncin ».
Elle prend sa dénomination actuelle par un arrêté du 13 janvier 1934.

## Anecdote
Sur le site officiel français du service de consultation du plan cadastral, le nom de cette voie est mal orthographié et est écrit avec deux N.